# Неаполітанська сміттєва криза

Не прибране сміття в Неаполі, 2010

Неаполітанська сміттєва криза — ситуація зі сміттям з 2007 року по теперішній час[коли?] на півдні Італії та, зокрема, в Неаполі, викликана гострим суспільно-політичним протистоянням, соціальними проблемами та відсутністю політичної волі щодо вирішення проблем зі зберіганням та переробкою сміття.

## Причини виникнення кризи
Аналітики пов'язують проблему з діяльністю неаполітанської «сміттєвої мафії», яка заробляє на нелегальній утилізації відходів і зацікавлена в тому, щоб «сміттєва проблема» не вирішувалася.

## Спроби подолання кризи
У 2008 році прем'єр-міністр Італії Сільвіо Берлусконі обіцяв розібратися з проблемою сміття, але до сих пір істотних змін не відбулося. Загострення ситуації настало в листопаді минулого[якого?] року, коли під тиском громадськості були закриті звалища, але нових місць для складування, знищення або переробки відходів влада міста не надали.
Восени 2007 року уряд країни вжив спроб вивезення сміття з Неаполя на острів Сардинію, але наразився на масові протести місцевого населення та екологів, які виступили проти перетворення острова в нове звалище.
Також була домовленість з Німеччиною, яка погодилася переробити італійське сміття на своїх сміттєпереробних заводах. Проте, пізніше з'ясувалося, що частина відходів з області Кампанія радіоактивні, а тому потребують особливих технологій переробки.